# Deji Plaza
Le Deji Plaza est un gratte-ciel de Nanjing en Chine, d'une hauteur de 324 mètres pour 62 étages. 